# Чимахи
Чимахи (индон. Cimahi) — город в индонезийской провинции Западная Ява. Входит в городскую агломерацию Бандунга и фактически является его пригородом. Основа экономики города — предприятия текстильной промышленности, а также несколько военных образовательных учреждений. Во время Второй мировой войны в Чимахи находился японский лагерь для военнопленных.
Чимахи, как и Бандунг, находится на плато высотой около 750 метров, окружённом цепями вулканов Северной и Южной Явы. Восток города находится на высоте 645 метров, а на северо-западе Чимахи поднимается до 950 метров. Климат влажный тропический, однако из за гор существенно более прохладный, чем в Джакарте.

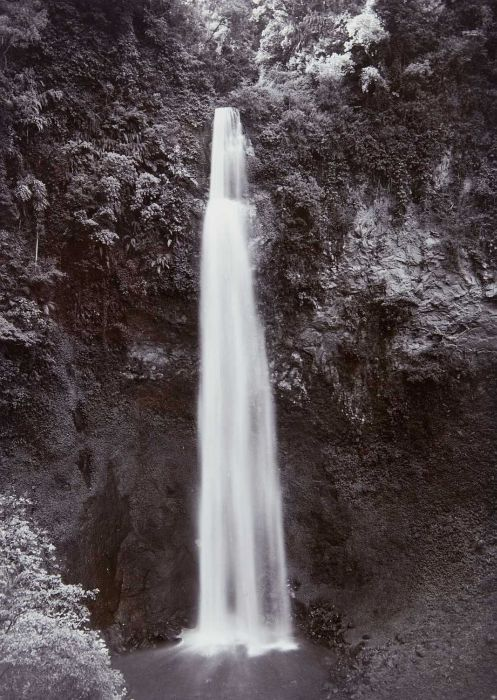
Водопад

В Нидерландской Ост-Индии в Чимахи находилось одна из важнейших военных баз. В районе города Леувигаджа сохранилось голландское военное кладбище, которое поддерживается в хорошем состоянии.